# 娘姆日河
娘姆日河（藏語：ཉ་མོ་རི་ཆུ།）也作恩姆拉河，位于中国西藏自治区林芝市墨脱县境内的一条河流，是丹巴曲右岸支流。发源于公堆坡章山南麓，蜿蜒向东南流，于阿朗林附近汇入丹巴曲。河长约96千米，流域面积约1788平方千米，落差约3191米。娘姆日河流经中华人民共和国与印度领土争议的藏南地区，是中华人民共和国民政部第四批增补藏南地区公开使用地名中的一个。娘姆日河实际流经印度阿鲁纳恰尔邦迪邦山谷县西部地区。